# Hampton Comes Alive
Hampton Comes Alive es un álbum en directo de la banda estadounidense de rock Phish que consta de seis CD, lanzado el  23 de noviembre de 1999. Consiste en dos conciertos íntegros grabados el 20 y 21 de noviembre de 1998 en el Hampton Coliseum de Hampton, Virginia. El título es por el clásico de Peter Frampton,  Frampton Comes Alive!.
El álbum está repleto de versiones, entre otras "Rock and Roll, Pt. 2" de Gary Glitter, "Quinn the Eskimo (The Mighty Quinn)" de Bob Dylan, "Funky Bitch" de Son Seals, "Roses Are Free" de Ween, "Gettin' Jiggy Wit It" de Will Smith, "Cry Baby Cry" de The Beatles, "Boogie On Reggae Woman" de Stevie Wonder, "Nellie Kane" de Hot Rize, "Bold as Love" de The Jimi Hendrix Experience, "Sabotage" de The Beastie Boys y "Tubthumping" de Chumbawamba.
El álbum fue certificado oro por la RIAA el 14 de enero de 2000.
Desde febrero de 2009, el álbum está disponible en formatos FLAC y MP3 en LivePhish.com.

## Lista de canciones

### Disco 1 (20 de noviembre de 1998)
1. "Rock and Roll, Pt. 2" (Glitter, Leander) - 2:04
2. "Tube" (Anastasio, Fishman) - 4:12
3. "Quinn the Eskimo (The Mighty Quinn)" (Dylan) - 4:28
4. "Funky Bitch" (Seals) - 6:53
5. "Guelah Papyrus" (Anastasio, Marshall) - 6:12
6. "Rift" (Anastasio, Marshall) - 6:15
7. "Meat" (Anastasio, Fishman, Gordon, Marshall, McConnell) - 6:16
8. "Stash" (Anastasio, Marshall) - 12:45

### Disco 2
1. "Train Song" (Gordon, Linitz) - 3:30
2. "Possum" (Holdsworth) - 10:08
3. "Roggae" (Anastasio, Fishman, Gordon, Marshall, McConnell) - 8:26
4. "Driver" (Anastasio, Marshall) - 3:58
5. "Split Open and Melt" (Anastasio) - 12:50

### Disco 3
1. "Bathtub Gin" (Anastasio, Goodman) - 14:12
2. "Piper" (Anastasio, Marshall) - 7:04
3. "Axilla I" (Anastasio, Herman, Marshall) - 4:33
4. "Roses Are Free" (Freeman, Melchiondo) - 5:32
5. "Farmhouse" (Anastasio, Marshall) - 5:13
6. "Gettin' Jiggy Wit It" (Barnes, Edwards, Porter, Robinson, Rodgers, Smith) - 7:31
7. "Harry Hood" (Anastasio, Fishman, Gordon, Long, McConnell) - 12:48
8. "Character Zero" (Anastasio, Marshall) - 7:37
9. "Cavern" (Anastasio, Herman, Marshall) - 4:47

### Disco 4 (21 de noviembre de 1998)
1. "Wilson" (Anastasio, Marshall, Woolf) - 7:03
2. "Big Black Furry Creature from Mars" (Gordon) - 5:08
3. "Lawn Boy" (Anastasio, Marshall) - 2:50
4. "The Divided Sky" (Anastasio) - 15:12
5. "Cry Baby Cry" (Lennon, McCartney) - 3:05
6. "Boogie On Reggae Woman" (Wonder) - 6:12
7. "NICU" (Anastasio, Marshall) - 5:33

### Disco 5
1. "Dogs Stole Things" (Anastasio, Marshall) - 4:34
2. "Nellie Kane" (O'Brien) - 3:19
3. "Foam" (Anastasio) - 10:08
4. "Wading in the Velvet Sea" (Anastasio, Marshall) - 6:44
5. "Guyute" (Anastasio, Marshall) - 10:25
6. "Bold as Love" (Hendrix) - 6:45

### Disco 6
1. "Sabotage" (Diamond, Horovitz, Yauch) - 3:08
2. "Mike's Song" (Gordon) - 11:50
3. "Simple" (Gordon) - 15:28
4. "The Wedge" (Anastasio, Marshall) - 5:56
5. "The Mango Song" (Anastasio) - 7:44
6. "Free" (Anastasio, Marshall) - 4:48
7. "Ha Ha Ha" (Fishman) - 1:33
8. "Free" (Anastasio, Marshall) - 5:14
9. "Weekapaug Groove" (Anastasio, Fishman, Gordon, McConnell) - 8:59
10. "Tubthumping" (Abbot, Bruce, Greco, Hunter, Nutter, Watts, Whalley) - 5:21

## Personal
Phish
Trey Anastasio – guitarra, voz
Page McConnell – teclados, voz
Mike Gordon – bajo, voz
Jon Fishman – batería, voz